# プロジェクトMUSE
プロジェクトMUSE(英語: Project MUSE)とは図書館と出版社間の非営利共同事業であり、かつ査読済学術雑誌と電子書籍を掲載するオンラインデータベースである。世界中にある250もの大学出版局と学会が発行しデジタル化された人文科学と社会科学のコンテンツにアクセスを確保している。

## 概要
MUSEのオンライン学術雑誌コレクションは大学、公立、専門、学校の各図書館が加入し閲覧することができる。現在、世界各地の2,700以上の図書館がプロジェクトMUSEを利用でき、2012年1月からMUSEに収載した電子書籍コレクションの購入が可能になった。2013年末時点で2万3,000冊超の書籍がプラットフォーム上で利用可能になったとされる。
学術雑誌のデジタル版のまとめサイトであり、EBSCO（英語）、エルゼビア、JSTOR、OverDrive（英語）およびProQuest（英語）のような第三者取得サービスとして機能する。
プロジェクトはいわゆる持続可能なモデルによる非営利団体として、図書館、出版社、研究者のニーズを満たすことを目指す。学術、公立、専門と大学の各種図書館を対象に、MUSEオンライン学術雑誌コレクションの定期購読権を提供する。2012年現在、世界各地の2,500超の図書館が購読、2012年1月より機関に対して電子書籍コレクション購入を解禁した。このプラットフォームでは、何千もの学術書が手に入る。

## 歴史
1993年にジョンズ・ホプキンズ大学出版局と同学ホームウッド校ミルトン・S・アイゼンハウアー図書館との合同プロジェクトとしてスタート、アンドリュー・W・メロン財団と全米人文科学基金から助成金を受け、1995年、JHUプレスジャーナルと共にオンラインサービスを開始した。MUSEのオンラインコレクションは2000年に他の学術出版社発行の定期刊行物も受け入れ始め、以降毎年のようにMUSEに参加する出版社が増えている。2012年1月には新しいインターフェイスを導入、それまでの学術雑誌コレクションに加えて、大学出版局コンテンツコンソーシアム(University Press Content Consortium, UPCC)の会員が出版する電子書籍を利用可能にした。
インターフェースの更新によりプラットフォームが採用したWAIS検索ユーティリティは通称 SWISH (Simple Web Indexing System for Humans) と呼ばれ、号や巻単位または40超の全タイトルにわたりブール検索ができる。また記事内に脚注がある場合は、脚注番号を拾い出し、記事の出典一覧節や注釈節にハイパーリンクとして添える機能も備えている。

## 学術雑誌
多層式価格決定構造を提供するプロジェクトMUSEは、加入機関の予算状況や需要調査に対応する努力をしている。一般に、プロジェクトMUSEへの加入は他の全文オンライン雑誌コレクション、紙媒体や電子版の雑誌を個人購入するコストと比べると、非常に手頃である。加えて、図書館とその利用者はたとえ購読の契約更新をデータベースに登録しなくても、プロジェクトMUSEから購読したコンテンツの所有権を維持できる。
購読者は、学際的な学術雑誌コレクション4件、人文科学と社会科学それぞれの分野を幅広くとらえたコレクション2件からアクセス対象を選ぶことができる。MUSEに収載したコンテンツは17の学際的研究領域に分けられ、地域・民族学、美術・建築、小説、教育、映画・演劇・舞台芸術、歴史、語学・言語学、図書館科学・出版、文学、医学と健康、音楽、哲学、宗教、科学・技術・数学、社会科学、時代別研究、女性学、性差・性自認で構成される。
また、数ある大学出版局や学会の定期刊行物の全文を公開する機関は、プロジェクトMUSE唯一である。学術雑誌は紙媒体と同時に電子版を公開、データベース内で永久的に提供する。購読者である図書館は学術雑誌の紙媒体の購読をしなくても、プロジェクトMUSEで電子版を利用できる。ほとんどの学術雑誌は最近版を収載するが、同じ資料の過去号も定期的に追加されている。250超の大学出版局や学会から600件以上の学術雑誌を受け入れており、創刊号から揃うものも100超を数える。
さらにチュートリアル、教材、件名標目といったリソースも提供している。MUSEのエンドユーザーはデータベースを検索するだけでなく、もし加入機関と提携している場合は、すぐにコンテンツの100％つまり全文をPDFまたはHTML形式で取得できる。データベースに収載した各刊行物の完全なコンテンツとは、図表や画像を含む全文を指す。また研究と検出ツールを各種用意し、ソーシャルブックマークや出典管理機能に加えてRSSフィードがある。MUSEの購読権は同時アクセスに制限がなく、かつまた図書館間相互貸借を通して他の機関のコンテンツを取得することができる。

## 書籍
2009年、アンドリュー・W・メロン財団と大学出版局電子書籍コンソーシアム (University Press e-book Consortium, UPeC) の助成金を用いると、大学出版をベースにした電子書籍イニシアティブの妥当性を図り、出版社と図書館コミュニティ双方に利することができるかどうか検討した後に、実際に開発に当たった。UPeCは2011年春、プロジェクトMUSEとの提携を公表し、合わせて UPCC 書籍コレクションの同プロジェクト収載を開始すると発表した。翌2012年1月には大手大学出版局や関連学術出版社が発行する査読済み書籍が、UPCC 書籍コレクションとして同プロジェクトに1,000件単位で揃う。書籍版の収集資料はMUSEの電子版学術雑誌コレクションと統合され、ユーザーが書籍と学術雑誌を一意に検索したり、あるいはコンテンツの種類によって検索を制限することが可能になった。
MUSE Openイニシアチブを立ち上げる2016年には、絶版の学術書も電子化するオープンアクセスのプラットフォームの作成に取りかかる
電子書籍化された資料のコンテンツとは、その印刷版に掲載された全文をPDF方式にしたもので、章の単位で全文検索できる上、デジタル著作権管理 (DRM)を解除して利用者に提供することにより、書籍の印刷、複写、ダウンロード、保存ができる。このコレクションで利用可能な書籍は、印刷版として同時に公開される最近刊の出版物である。
プロジェクトMUSEに収載された UPCC書籍コレクションは、人文科学と社会科学の学術著作物を含む。コレクションで利用可能な書籍は購買の対象であり、発行日もしくは14の分野単位にまとめてある。その分野とは、考古学・人類学、生態系・進化、古典研究、映画・演劇・舞台芸術、世界の文化研究、高等教育、歴史、語学・言語学、文学、哲学・宗教、心理学、詩・小説・ノンフィクション、政治科学と政策研究、アメリカ地域研究に分類される。さらに加えて7つの地域別研究コレクションも設けられ、アフリカ、アメリカ、アジア太平洋、ユダヤ、ラテンアメリカとカリブ海、中東、ネイティブ・アメリカンと先住民、ロシアと東欧に分類される。
提携機関は、アクセスだけ (所有権を持たない) を含めて2種類の契約形態から選択する。当年購読契約では当年と2年前までさかのぼって、MUSEに収載されたUPCC書籍全点にアクセス権がある。アーカイブ購読契約では発行年の制限なくUPCC書籍全点にアクセスできる。
2012年11月、プロジェクトMUSEとYBP図書館サービスは提携を発表、MUSEのプラットフォーム上でUPCCの書籍を1冊単位で販売するとした。